# Fea (ciudad)
Fea o Fía (en griego Φειά; pronunciación clásica [phej'a]; moderna [fja]) fue una pequeña localidad y puerto de la antigua Élide, en el país de Pisa. Estaba construida en un golfo natural sobre una pequeña isla cercana a tierra firme que ya no existe en la actualidad. El asentamiento fue destruido en el siglo VI.
Estaba situada cerca del moderno Katákolo, cerca del río Yardani (Ιαρδάνι) y era un puerto importante de Élide. En la guerra del Peloponeso los atenienses conquistaron la zona y usaron el puerto como base para sus acciones bélicas en Elis. Un terremoto destruyó el asentamiento en el siglo VI y quedó hundida bajo las aguas. Los francos construyeron un castillo en el lugar de la acrópolis que todavía sobrevive y se conoce como Pontikókastro (Ποντικόκαστρο, "Castillo de los Ratones") o Belvedere (Μπελβεντέρε).
Las primeras excavaciones comenzaron en 1911. En 1973 el Instituto de Investigaciones Arqueológicas Marinas exploró la zona del golfo de San Andrés (Άγιος Ανδρέας, "Ágios Andreas"), donde se encuentra el asentamiento. Descubrieron fragmentos de construcciones así como un buen número de columnas. La situación actual del antiguo puerto se encuentra a 5 m bajo el nivel del mar.